# HTC First
HTC First（代號：HTC Myst）是宏達電、Facebook與AT&T共同推出支援長期演進技術（LTE）及近場通訊（NFC）的智慧型手機，預載Android 4.1及Facebook Home介面，於2013年4月12日在AT&T獨家販售。此機於Facebook在2013年4月4日舉辦的發表會上發表，是Facebook自行推出的首支手機，此次發表會還發表Facebook推出的新介面程式「Facebook Home」。
此機是宏達電繼HTC ChaCha與HTC Salsa之後，為Facebook設計的第三支手機。

## 開發
2011年，宏達電推出了為Facebook設計的兩支中低階手機：配備鍵盤的HTC ChaCha與有觸控螢幕的HTC Salsa，兩支手機的底部都有一個Facebook的按鈕方便使用者分享資訊至Facebook上。Facebook的執行長馬克·祖克柏曾公開稱讚這兩支手機，並承諾以後會有更多專為Facebook而設計的手機。2013年初，有消息傳出宏達電即將推出代號HTC Myst的中階Facebook手機，預設介面為Facebook即將推出的Facebook Home。4月3日，一位經常於Twitter及新浪微博上準確預測未來發行之手機的用戶evleaks貼出宏達電新手機的外觀圖，並透露新手機的名稱可能叫HTC First。
2013年4月4日，Facebook舉辦了一次公開發表會，由Facebook的執行長馬克·祖克柏與產品總監Adam Mosseri發佈適用於Android的系統介面Facebook Home，由宏達電的執行長周永明與AT&T的執行長Ralph de la Vega發佈新手機HTC First。AT&T於2013年4月12日在美國開賣。

## 外部連結
- HTC產品主頁（页面存档备份，存于）